# Communauté de communes Val de Saône Centre
Die Communauté de communes Val de Saône Centre ist ein französischer Gemeindeverband mit der Rechtsform einer Communauté de communes im Département Ain. 
Sie wurde am 6. Dezember 2016 gegründet und umfasst 15 Gemeinden. Der Verwaltungssitz befindet sich im Ort Montceaux.

## Historische Entwicklung
Der Gemeindeverband entstand mit Wirkung vom 1. Januar 2017 aus der Fusion der Vorgängerorganisationen Communauté de communes Val-de-Saône Chalaronne und Communauté de communes Montmerle Trois Rivières.

## Mitgliedsgemeinden
| Gemeinde                                   | Einwohner 1. Januar 2022 | Fläche km² | Dichte Einw./km² | Code INSEE | Postleitzahl |
| ------------------------------------------ | ------------------------ | ---------- | ---------------- | ---------- | ------------ |
| Chaleins                                   | 1.436                    | 17,00      | 84               | 01075      | 01480        |
| Francheleins                               | 1.593                    | 13,56      | 117              | 01165      | 01090        |
| Garnerans                                  | 685                      | 8,57       | 80               | 01167      | 01140        |
| Genouilleux                                | 675                      | 4,08       | 165              | 01169      | 01090        |
| Guéreins                                   | 1.503                    | 4,51       | 333              | 01183      | 01090        |
| Illiat                                     | 696                      | 20,37      | 34               | 01188      | 01140        |
| Lurcy                                      | 404                      | 4,81       | 84               | 01225      | 01090        |
| Messimy-sur-Saône                          | 1.312                    | 5,95       | 221              | 01243      | 01480        |
| Mogneneins                                 | 824                      | 8,57       | 96               | 01252      | 01140        |
| Montceaux                                  | 1.202                    | 10,03      | 120              | 01258      | 01090        |
| Montmerle-sur-Saône                        | 3.798                    | 4,16       | 913              | 01263      | 01090        |
| Peyzieux-sur-Saône                         | 656                      | 8,66       | 76               | 01295      | 01140        |
| Saint-Didier-sur-Chalaronne                | 2.969                    | 24,98      | 119              | 01348      | 01140        |
| Saint-Étienne-sur-Chalaronne               | 1.625                    | 20,99      | 77               | 01351      | 01140        |
| Thoissey                                   | 1.644                    | 1,34       | 1.227            | 01420      | 01140        |
| Communauté de communes Val de Saône Centre | 21.022                   | 157,58     | 133              | –          | –            |